# Herpyllobius luetzeni
Herpyllobius luetzeni is een eenoogkreeftjessoort uit de familie van de Herpyllobiidae. De wetenschappelijke naam van de soort is voor het eerst geldig gepubliceerd in 2001 door López-González & Bresciani.